# Discovery (groupe)
Discovery est un groupe américain de rock indépendant et de synthpop de New York, formé de Rostam Batmanglij, claviériste de Vampire Weekend, et de Wesley Miles, chanteur de Ra Ra Riot. Ils ont commencé à enregistrer ensemble pendant l'été 2005. 

## Biographie
Leur musique s’inspire des sons de synth-pop et de auto tune du R'n'B contemporain. En tant que Discovery, Batmanglij et Miles ont commencé à enregistrer un album ensemble en 2006, mais le projet n’a pas été mené à son terme, car Vampire Weekend et Ra Ra Riot ont commencé à connaître le succès des charts. Après la sortie des premiers albums de Vampire Weekend et de Ra Ra Riot, Batmanglij et Miles sont retournés en studio pour compléter le premier album de Discovery, LP , sorti en 2009.

## Discographie
- LP (2009)